# Iskandar Alwi
Mohd Iskandar Alwi (* 26. Februar 1994 in Johor) ist ein malaysischer Leichtathlet, der sich auf den Stabhochsprung spezialisiert hat.

## Sportliche Laufbahn
Erste internationale Erfahrungen sammelte Iskandar Alwi bei den Asienmeisterschaften 2013 in Pune, bei denen er mit 4,70 m den neunten Platz belegte. Bei den Islamic Solidarity Games in Palembang belegte er mit 4,90 m Rang vier und bei den Südostasienspielen in Naypyidaw gewann er mit neuem Landesrekord von 5,10 m die Silbermedaille hinter dem Thailänder Kreeta Sintawacheewa. 2014 gelang ihm bei den Hallenasienmeisterschaften in Hangzhou keine gültige Höhe und bei den Asienspielen in Incheon belegte er mit 5,10 m den achten Platz. Zuvor erreichte er bei den Commonwealth Games in Glasgow mit 5,00 m Rang neun. 2015 gewann er bei den Südostasienspielen in Singapur mit 5,05 m die Bronzemedaille hinter dem Thailänder Porranot Purahong und Ernest Obiena von den Philippinen. Im Jahr darauf erfolgte die Teilnahme an den Hallenasienmeisterschaften in Doha, bei denen er mit 5,00 den sechsten Platz belegte. 2017 gewann er bei den Südostasienspielen in Kuala Lumpur mit 5,25 m erneut die Bronzemedaille hinter den Thailändern Purahong und Patsapong Amsam-Ang. 
2018 nahm er erneut an den Commonwealth Games im australischen Gold Coast teil und belegte dort mit 5,00 m den achten Platz. Im Sommer wurde er bei den Asienspielen in Jakarta mit übersprungenen 5,20 m Neunter. Im Jahr darauf gewann er bei den Südostasienspielen in Capas mit 5,00 m eine weitere Bronzemedaille hinter dem Philippiner Obiena und Purahong aus Thailand. Auch 2022 gewann er bei den Südostasienspielen in Hanoi mit 4,80 m die Bronzemedaille hinter Obiena und dessen Landsmann Hocket de los Santos.
In den Jahren 2012 und 2013 sowie 2018 und 2019 und 2021 und 2022 wurde Alwi malaysischer Meister im Stabhochsprung.

## Persönliche Bestleistungen
- Stabhochsprung (Freiluft): 5,31 m, 18. März 2018 in Kuala Lumpur (malaysischer Rekord)
  - Stabhochsprung (Halle): 5,20 m, 22. März 2017 in Caotun (malaysischer Rekord)